# ادلندسواتنه
ادلندسواتنه، دریاچه ای در نزدیکی روستای  اُلگوُرد، در غرب شهرداری یسدال در استان روگالاند است. سطح این دریاچه ۱۰۴ متر بالاتر از سطح دریا است. رودخانهٔ فیگیوالوا از این دریاچه خارج شده؛ و به سمت غرب جاری می شود.

## در مورد نام دریاچه
واتنه، در نروژی به معنای دریاچه است.  به این دریاچه، با این حساب، دریاچهٔ ادلاند، نیز می توان گفت.